# Parc sportif de Leppävaara
Le parc sportif de Leppävaara (finnois : Leppävaaran urheilupuisto) est un parc sportif du quartier de Leppävaara à Espoo en Finlande.

## Présentation
Le parc sportif de Leppävaara est le plus grand des sept parcs sportifs d'Espoo.
Il est situé à proximité de la Turuntie.
Dans le parc des sports, on peut pratiquer l'athlétisme, le football, le baseball, le floorball, le basket, l'aérobic, l'ultimate, la course d'orientation et le tennis en été, ainsi que  le patinage, le ski, le hockey sur glace et le rinkball en hiver.
Le stade du parc des sports a une tribune de 2 800 places.
Le stade a accueilli, entre autres, les Championnats d'Europe d'athlétisme et le Championnat d'athlétisme pour malvoyants en 2005 et les Jeux de Kaleva en 2009.
Les terrains de sport du parc des sports servent de base au FC Espoo et au Espoo Expos,.

## Équipements
Le parc sportif de Leppävaara a
- Deux terrains en gazon artificiel
- Aire de patinage sur glace en hiver
- Stade d'athlétisme (8 couloirs, terrain en herbe, tribune 2 800 places)
- Piste de course de 100 m et saut en longueur
- Lieu d'entraînement pour les sports de lancer
- Terrain de bandy intérieur extérieur
- Terrain de basketball
- Deux courts de tennis
- Pistes de course 2-5,5 km
- Pistes de ski 2-5,5 km
- Skate park
- Parc Angry Birds

## Vues du pac

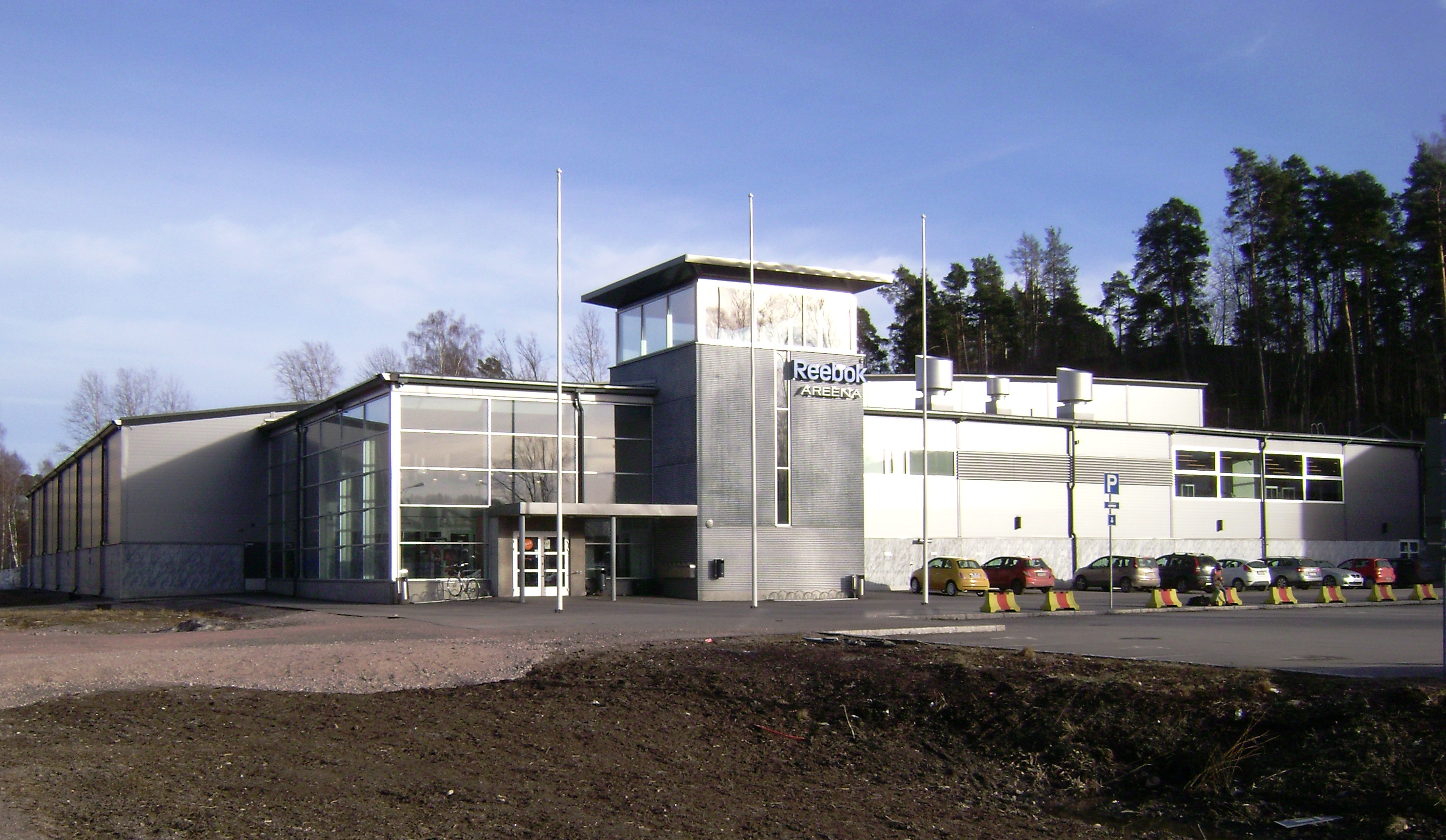
Reebok Areena
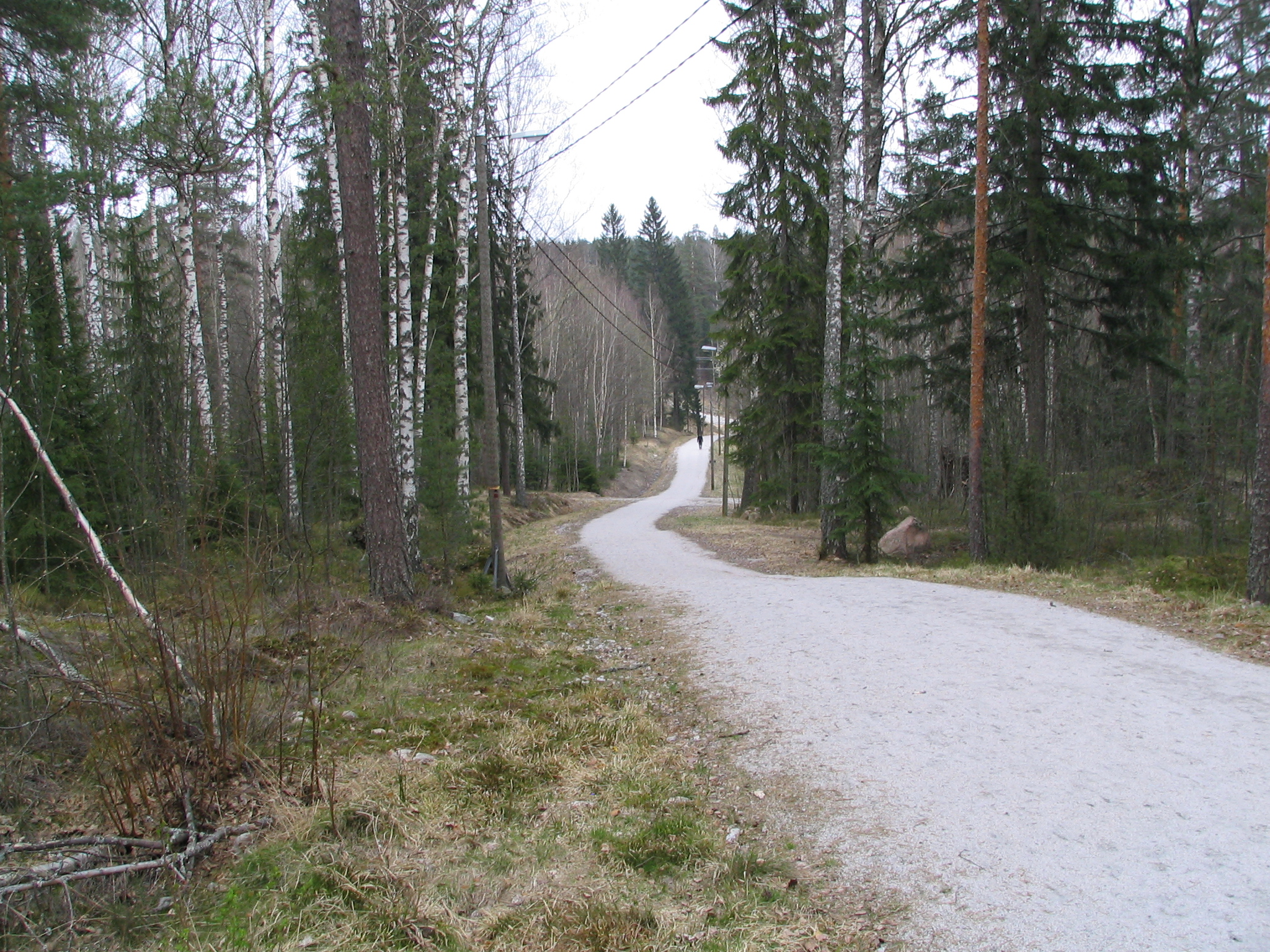
Piste du parc.
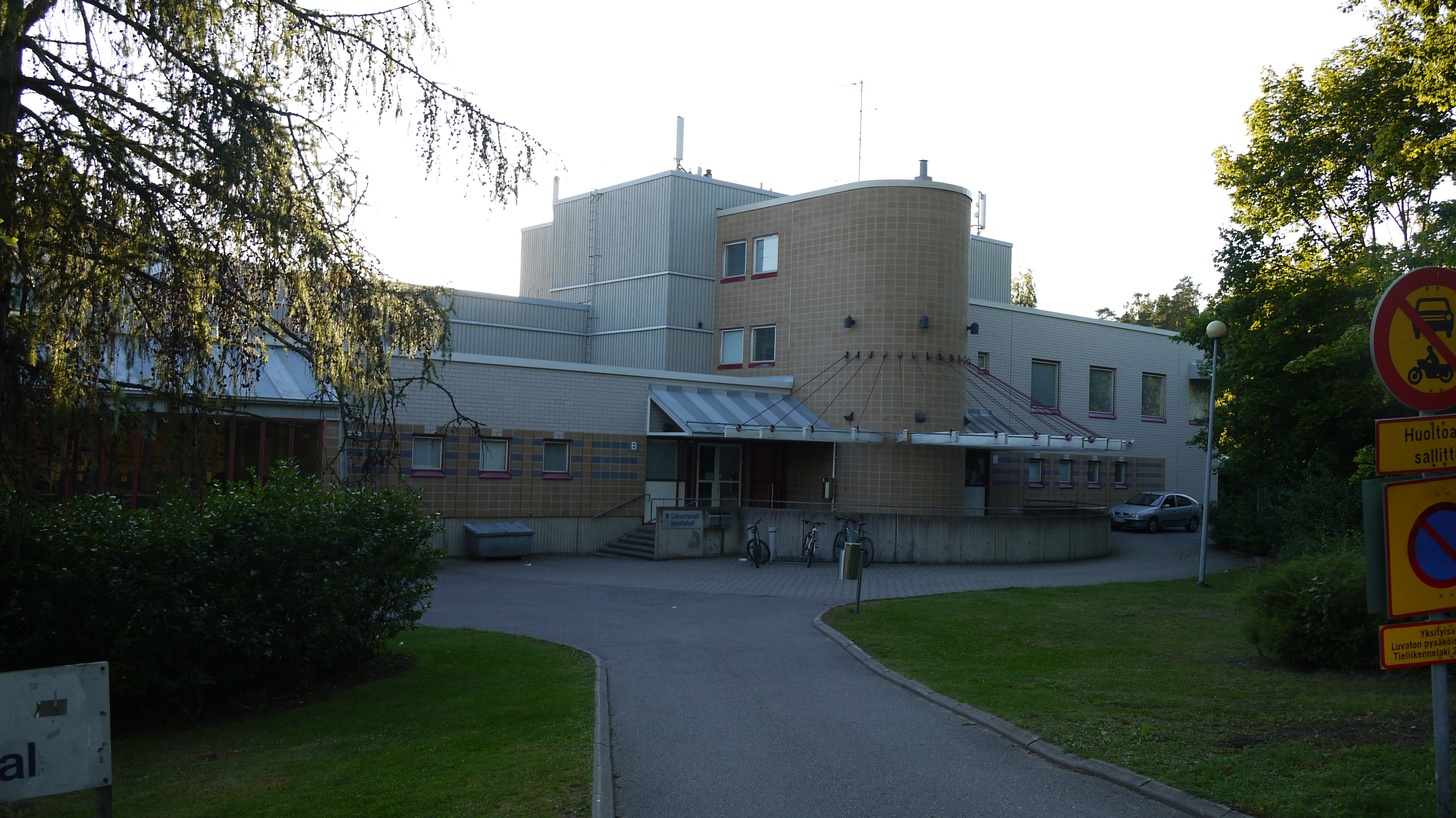
Gymnase de Leppävaara.